# Don Schollander
Donald Schollander (Charlotte, Észak-Karolina, 1946. április 30. –) ötszörös olimpiai bajnok amerikai úszó.
Tehetségére hamar felfigyeltek, miután 1962-ben megnyerte az amerikai bajnokságot 200 méteres gyorsúszásban. Ő volt az első, aki a két percen belül úszta le a távot. Az 1964-es olimpián négy aranyérmet nyert. A két gyorsváltó mellett 100 és 400 méteres gyorsúszásban is győzni tudott. Ugyanebben az évben elnyerte a James E. Sullivan Emlékdíjat. Az olimpia után a Yale Egyetemen tanult, ahol folytatta úszókarrierjét. Az 1968-as olimpián 4x100-on aranyérmet, 200 gyorson ezüstérmet szerzett. Pályája során többszörös világcsúcstartó volt. Az olimpia után visszavonult.